# Средњошколски центар „Михајло Петровић Алас”
Средњошколски центар „Михајло Петровић Алас” је јавна средњошколска установа у општини Угљевик. Налази се у улици Светосавска бб, у Угљевику. Назив је добила по Михаилу Петровићу Аласу, српском математичару, професору Универзитета у Београду, академику Српске краљевске академије и аласу.

## Историјат
Средњошколски центар „Михајло Петровић Алас” је основан 1977. године, у почетку као подручно одељење организације удруженог рада за стручно образовање „Алија Алијагић” из Бијељине. Страни језици који се данас уче у школи су енглески, немачки, руски, француски и латински. Наставу похађа око 530 ученика, а предавања одржава око 65 стално запослених професора. Садржава образовне профиле Машинство и обрада метала са смеровима Машински техничар у трајању од четири године, Бравар и Варилац у трајању од три године, Економија, права и трговина са смеровима Економски и Пословно правни техничар у трајању од четири године, Гимназија са општим смером у трајању од четири године и Електротехника са смеровима Техничар електроенергетике и Техничар рачунарства у трајању од четири године.